# Das Blaue Land

Gemeinden der AG Das Blaue Land

Die Arbeitsgemeinschaft Das Blaue Land ist ein Zusammenschluss der Tourismus- und Verkehrsämter der Gemeinden Murnau, Seehausen, Uffing, Schwaigen-Grafenaschau, Ohlstadt, Großweil, Riegsee und Spatzenhausen, welche im Landkreis Garmisch-Partenkirchen liegen, sowie Eglfing im Landkreis Weilheim-Schongau. Der Vorsitz der Arbeitsgemeinschaft liegt bei der Marktgemeinde Murnau. Ausgeschildert ist sie als Tourismusregion Das Blaue Land.

## Namensherkunft

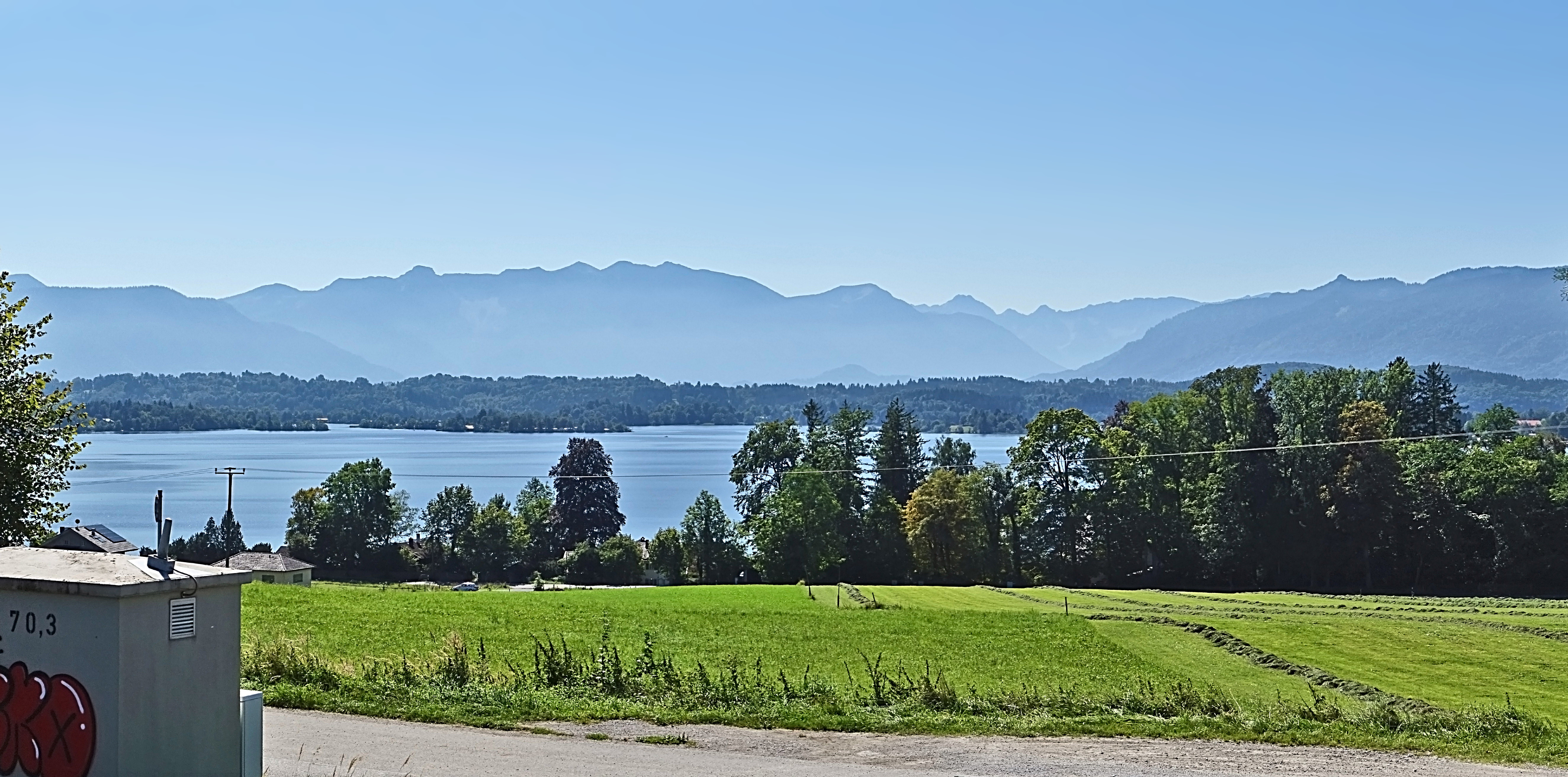
Blick von Uffing über den Staffelsee ins Blaue Land

Der Hauptgrund der Namensgebung liegt in der Kunstgeschichte: Anfang des 20. Jahrhunderts ließen sich Gabriele Münter und Wassily Kandinsky in Murnau nieder. Zusammen mit Franz Marc, August Macke und anderen bildete sich die Künstlervereinigung des Blauen Reiters.
Darüber hinaus ist besonders im Herbst der Lichteinfall über dem Murnauer Moos mit Blick in das Loisachtal mit den flankierenden Bergen des Estergebirges von einer romantisch bläulichen Erscheinung.
Der Name Blauer Reiter dürfte auch von den Eindrücken im Loisachtal entstanden sein: Kandinsky äußerte sich 1930 zur Namengebung in seinem Rückblick: „Den Namen Der Blaue Reiter erfanden wir am Kaffeetisch in der Gartenlaube in Sindelsdorf. Beide liebten wir Blau, Marc – Pferde, ich – Reiter. So kam der Name von selbst.“